# Schoonderbeek
Schoonderbeek is een landhuis en voormalige havezate in de Nederlandse plaats Putten, provincie Gelderland.

## Geschiedenis
Het goed Schoonderbeek was in de 15e eeuw in bezit van de familie Van Aller. Klaas van Aller overleed in 1484 en liet het na aan zijn zoon. Gijsbert van Aller verkocht het in 1501 aan Sander Bentinck, keukenmeester van hertog Karel van Gelre. Bentinck kocht in datzelfde jaar ook het Huis Aller. Wellicht was er op het goed Schoonderbeek toen al een eenvoudig herenhuis, maar mogelijk was het Bentinck zelf die huis Schoonderbeek heeft gebouwd.
In 1519 droeg Bentinck het huis over aan hertog Karel voor een som van 70 gouden guldens en enkele vrijstellingen die aan het Huis Aller werden verbonden. Twee jaar later echter werd Schoonderbeek in brand gestoken door vijandige Hollanders.

### Anna van Gelre
Karel schonk in 1530 het vruchtgebruik van Schoonderbeek aan zijn bastaarddochter Anna van Gelre. Zij trof toen slechts een bewoonbaar brouwhuis aan en besloot over te gaan tot herstel van het kasteel. De bewoners van Putten werden ingezet voor de werkzaamheden, aangezien zij dienstplichtig aan Schoonderbeek waren; in ruil daarvoor waren zij door hertog Karel vrijgesteld van de landweer. In 1531 waren de werkzaamheden afgerond en kon zij Schoonderbeek betrekken, samen met haar echtgenoot Claas Vijgh. In 1557 overleed Anne en het goed werd aan Elbert Voorst van Doornenburg verkocht, die het als jachthuis gebruikte. Hij moderniseerde het kasteel, zodat het beter bewoonbaar werd.

### Verval
Tot 1694 was Schoonderbeek een allodiaal goed. In dat jaar droeg de nieuwe eigenaar Hendrik van Middachten het goed op aan de Staten van Gelre, om het in leen terug te ontvangen. Deze Hendrik was ambtsjonker van zowel Putten als Nijkerk en ging uiteindelijk in die laatste plaats wonen. Schoonderbeek bleef onbewoond en verviel tot een ruïne. Het huis werd geërfd door zijn neef Frederik Gerhard van Zuilen van Nijeveld, die was getrouwd met Anna Cunegonda van Voorst. Nadat Anna was hertrouwd met Peter Becker werd Schoonderbeek in 1750 verkocht. Van het kasteel was op dat moment weinig meer over en de resten waren als boerderij in gebruik. Hierna wisselde het goed diverse malen van eigenaar.

### Herenhuis
Begin 19e eeuw kwam Schoonderbeek in bezit van winkelier Gijsbert Arendsen. De gronden raakten verdeeld over zijn kinderen. Zijn zoon Willem verkocht in 1868 het huis aan de Utrechtse notaris Van Schermbeek. De familie Van Schermbeek gebruikte Schoonderbeek vervolgens als een buitenplaats.
In de 19e eeuw bestond de bebouwing uit een grote L-vormige boerderij. Het woongedeelte werd verbouwd, zodat er een groot, rechthoekig, witgepleisterd herenhuis ontstond. Tegen het huis aan bevond zich het bedrijfsgedeelte. In 1926 werd dit bedrijfsdeel afgebroken en bleef alleen het herenhuis over.
De familie Van Schermbeek verkocht in de jaren 20 van de 20e eeuw het huis aan Willem Arendsen, een ver familielid van de 19e-eeuwse Gijsbert. Willem werd opgevolgd door zijn zoon en kleinzoon. In 1994 werd het huis weer verkocht.
De 17e-eeuwse watermolen die bij Schoonderbeek hoorde, brandde in 1871 af. De waterval die achterbleef, was rond 1900 een toeristische attractie.

## Beschrijving
Van het oorspronkelijk omgrachte huis Schoonderbeek is niet bekend hoe het er uit zag. Het zou hebben bestaan uit een hoofdgebouw en een bouwhuis, waarvan het eerste werd vernield in 1521. Ook van het door Anna van Gelre herbouwde huis is het uiterlijk niet bekend, maar mogelijk was het eenzelfde soort rechthoekige woontoren als het Huis Aller. In de 18e eeuw bleek de havezate vervallen en waren de restanten in gebruik als boerderij. 
In de 19e eeuw is de boerderij verbouwd waarbij een rechthoekig herenhuis ontstond met een verdieping. Mogelijk had dit huis aanvankelijk nog de oude puntgevels, die dan eind 19e eeuw zijn vervangen door een schilddak. Restanten van het oude 16e-eeuwse huis kunnen bewaard zijn gebleven in dit 19e-eeuwse herenhuis.
De grachten zijn in de loop der tijd gedempt.
Aalst · Aardenburg · Acquoy · Aerdt · Agistaldaburg · Ahof · Aldenhaag · Aller · Ambe · Ammersoyen · Ampsen · Andelst · Angeroyen · Appelburg · Appelse walburg · Appeltern · Arler · Baak · Babberich · Baer · Baerle · Bakerbosch · Balgoij · Barlham · Batenburg · Beek · Beerenclaauw · Bemmel · Bevervoorde · Bergh · Biljoen · Bingerden · Blankenborg (Laren) · Blankenborg · Blauwe Huis · Blokhuis (Ravenswaaij) · Boelenham · Boetselaersborg · Borculo · Boswaai · Brakel · Den Brakel · Den Bramel · Bredevoort · Broekhuizen · Bronkhorst · Bruchem · Bruinhorst · Brunsberg · Bulkestein · Bunswaard · Burcht van Tiel · Buren · De Buurse · Byland · Byvanck · Caetshage · Camphuysen · De Cannenburch · de Cloese · Coldenhove · Culemborg · Dedinckweerd · Delwijnen · Didam · Diepenbroek · Hof te Dieren · Huis Dijck · Dikke Tinne · Doddendaal · Dodewaard · Doornenburg · Doornik · Doorwerth · Dooyenburg · Dorth · Doseburg · Drakenburg · Dreumel · Druten · Duivelshuis · Eerbeek · De Ehze · Elburg · Eldrik · Emmerik · Engelenburg · Groot Engelenburg · Engelrode · Enghuizen · Enspijk · De Essenburgh · Essenpas · Est · Fokkinck · Gameren · Geerestein · Geldermalsen · De Gelderse Toren · Geldersweerd · Gellicum · Gendt · Gennepestein · Glindhorst · Goudenstein · ‘s-Grevenhoef · Groot Hell · Groenlo · Groesbeek · Huis te Groesbeek · Grunsfoort · Gulden Spijker · Hackfort · Hackforts Veenhuis · Hagen · Hagevoort · Hamerden · Hanepol · Harreveld · Harslo · Hassink · Het Haveke · Hedel · Heeckeren · De Heegh · Hees · De Heest · Hellouw · Hemmen · Hernen · Motte van Hernen · Heumen · Heusden · Hoekelum · Hoekenburg · De Hoeve · De Hof · Hof d'Ooy · Hof van Arkel · Huis het Holt · Holthuis · Het Holtslag · Ter Horst · Houberg · St. Hubertus · Huissen · Hulhuizen · Hulkestein · Hulsen · Hunneschans bij De Duno · Hunneschans bij Uddel · Jonker Bloo · 't Joppe · De Kamp · Karssenberg · Kemnade · Keppel · Kermestein · Kernhem · Kervel · Kiefskamp · De Kinkelenburg · Klein Enghuizen · Kleverburg · Kortenhoeve · Laag Helbergen · Lakenburg · Landfort · Langen · Latenstein · De Lathmer · Lathum · Ter Lede · Leegpoel · Leemcuyl · Leeuwen · Leeuwenbergh · Lensenburg · Lent · Leur · Leuvenum · Leyenburg · Lichtenvoorde · Lievenstein · Loenen · Loevestein · Loil · Loowaard · Luynhorst · Hof te Maasbommel · Magerhorst · Malburgen · Malderburcht · Malsen · Manhorst · Marhulsen · De Marsch · Marveld · Mathena · Maurik · Medel · Medestein · 't Medler · Meinerswijk · De Mellard · Mensink · Mergelp · Meteren · 't Meyerink · Middachten · Millingen · Mussenberg · Nagelhorst · Nederhagen · Nederhemert · Neerijnen · Huis Neerijnen · De Nesch · Nettelhorst · Nieuwe Blokhuis ·  Nijburg · Nijenbeek · Old Putten · Notenstein · Nye Huis · Olde Spijker · Oldenaller · Oldenhof (Driel) · Oldenhof (Heteren) · De Ooij · Oolde · Oud Oolde · Oosterhout · Ophemert · Opijnen · Oud Ampsen · Oude Blokhuis · Het Oude Loo · Oude Voorst · Oudenborch · Oud-Wisch · Huis te Overasselt · Overeng · Overhagen · Overlaar · 't Oye · Palmestein · De Parck · Persingen · Plekenpol · Ploen · Pluimenburg · Poederoijen · Poelwijck · Poelwijk · De Pol (Dreumel) · Huis de Poll (Huis te Gietelo) · De Poll (Huissen) · Pollenbering · Pollenstein · Puttenstein · Het Raasink · Ravenhorst · De Rees · Ressen · Reuversweerd · Reygersfoort · Rhijnestein · Huis Rijswijk · Rode Toren · Roode Wald · Rosande · Rosendael · Rossum · Rumpt · Ruurlo · Rijsselt · Schadewijk · Schaffelaar · Scherpenzeel · Schoonbroek · Schoonderbeek · Schoonenburg · Schuilenburg · Schuilkerke · Hof te Seelbeek · Sevenaer I · Sevenaer II · Sinderen (Oude IJsselstreek) · Sinderen (Voorst) · Slangenburg · Sleeburg · Slimsijp · De Snor · Soelen · Spaansweerd · Spaldorp · Spijk · Staverden · Sterkenburg · Swanepol · Tarthorst · Teisterbant (Kerk-Avezaath) · Teisterbant (Kerkdriel) · Ter Dicke · Tolhuis · Tolhuis (Tiel) · Tollenburg · Tongerlo · Toren van Wely · Tuil · Ubbergen · Uilenburg (Ewijk) · Uilenburg (Heteren) · Ulenpas · Ulft · Upladen · Valburg · Valkhofburcht · Valkhofpalts · Vanenburg · Varik · Hof te Varsseveld · 't Velde · Velhorst · Verwolde · Vierakker · De Voorst · Voorstonden · Vorden · Vosbergen · Vredenburg · Vredestein (Driel) · Vredestein (Ravenswaaij) · Vuren · Waardenburg · Waddestein · Wadenoijen · Waede · Wageningen · Walfort · 't Waliën · De Wardt · Watergoor · Watermeerwijk · Wayenstein (Huis te Herwijnen) · Well (Huis van Malsen) · Weijenrade · Westenburg · Westerholt · Weurt · De Wiersse · Wijenburg (Echteld) · De Wildenborch · De Wildt · Wilp · Wilperhorst · Winssen · Wisch · Wychen · Wolfswaard · Woolbeek · Yrst · IJzendoorn · Zeeland · Zilveren Spijker · Zuilichem · Zwaluwenburg · Zwanenburg (Heerde) · Zwanenburg (Megchelen)